# Kazankatedralen, Moskva
För Kazankatedralen i Sankt Petersburg, se Kazankatedralen
Kazankatedralen (ryska: Казанский собор/Kazanskiyj sobor) är en rysk-ortodox katedral belägen i det nordöstra hörnet av Röda torget i Moskva i Ryssland. Dagens katedral är en rekonstruktion av den ursprungliga som revs på order av Josef Stalin 1936.

## Den ursprungliga Kazankatedralen
Den ursprungliga katedralen började byggas under tidigt 1630-tal för att markera Moskvas frigörelse från polackerna, sedan dessa jagats på flykten av ett ryskt folkuppbåd under Stora oredan.
Efter att ha förjagat polackerna ur Moskva 1612 menade fursten Dmitrij Pozjarskij att man hade ikonen Vår fru av Kazan att tacka för framgången. Fursten hade vid flera tillfällen bett inför ikonen. Pozjarskij bekostade själv en träkyrka tillägnad jungfrun från Kazan på Röda torget i Moskva.
När denna mindre kyrka ödelades i en brand 1632 beordrade tsaren att kyrkan skulle återuppbyggas i sten. Den nya byggnaden invigdes i oktober 1636. Senare blev katedralen centrum för motståndet mot den rysk-ortodoxa kyrkans närmande till den grekisk-ortodoxa liturgin. Kyrkans församlingspräst, ärkeprästen Avvakum, lade grunden till vad som skulle komma att bli de gammaltroende ortodoxa.
Under Ryska imperiet, som bildades 1721, utfördes omfattande renoveringar av katedralen, vilket omintetgjorde den ursprungliga designen. Under perioden 1929–1932 försökte man under ledning av Petr Baranovskij att rekonstruera den ursprungliga katedralen, även om inte alla var överens om att rekonstruktionen var korrekt.
År 1936 byggdes Röda torget om för militärparader och Stalin beslutade att torget måste rensas på kyrkor. Baranovskij gjorde sitt bästa för att rädda Kazan-katedralen, men det räckte inte. Han lyckades dock rädda en annan av torgets kyrkor, Vasilijkatedralen.

## Återuppbyggnad
Efter Sovjetunionens upplösning blev Kazankatedralen den första av de kyrkor som kommunisterna rivit som blev fullständigt återuppbyggd. Bygget (1990–1993) baserades på detaljerade målningar och fotografier av den ursprungliga katedralen, en dokumentation som Baranovskij hade ombesörjt innan rivningen 1936.

## Bilder

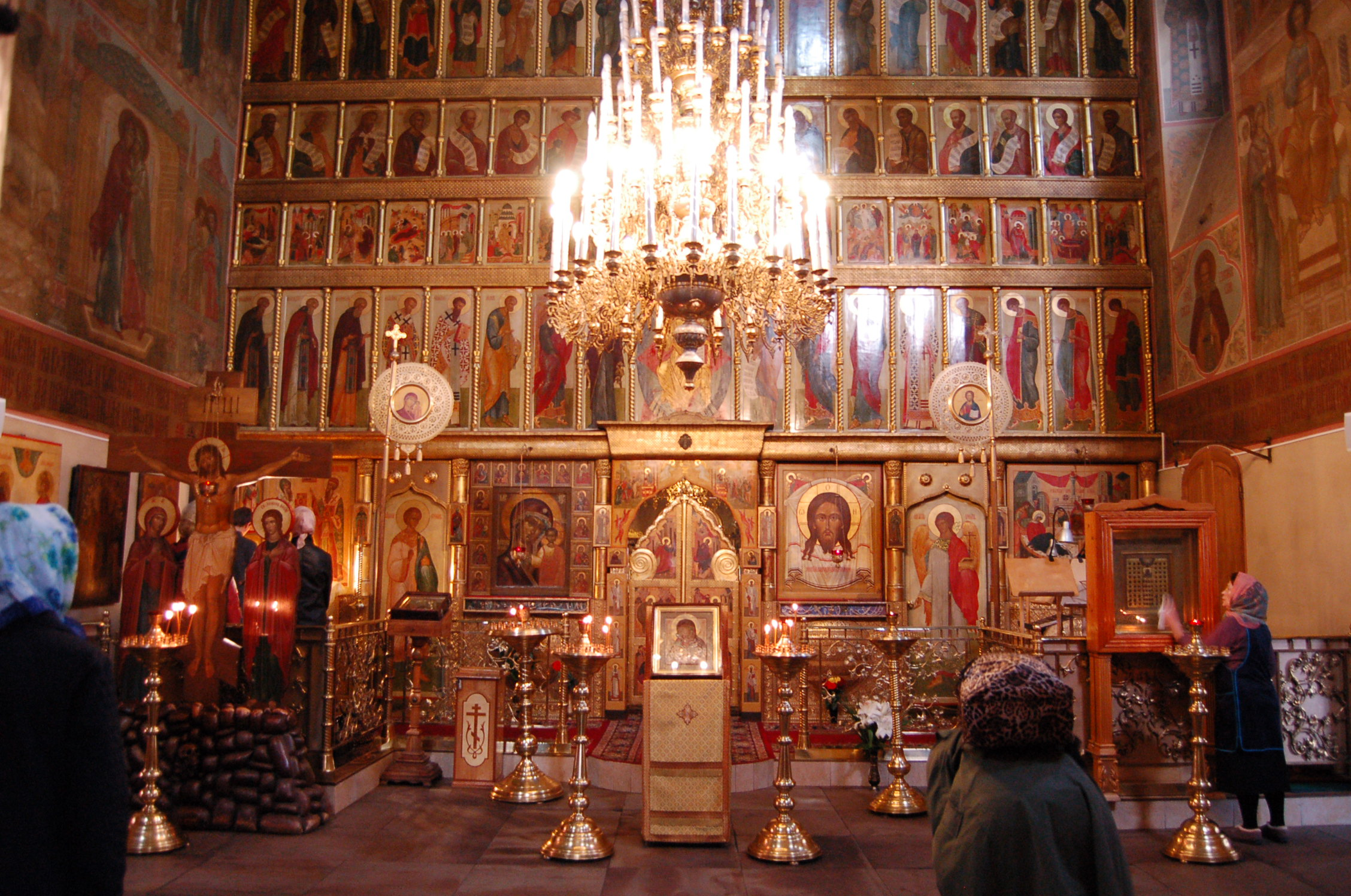
Katedralens interiör mot ikonostasen.
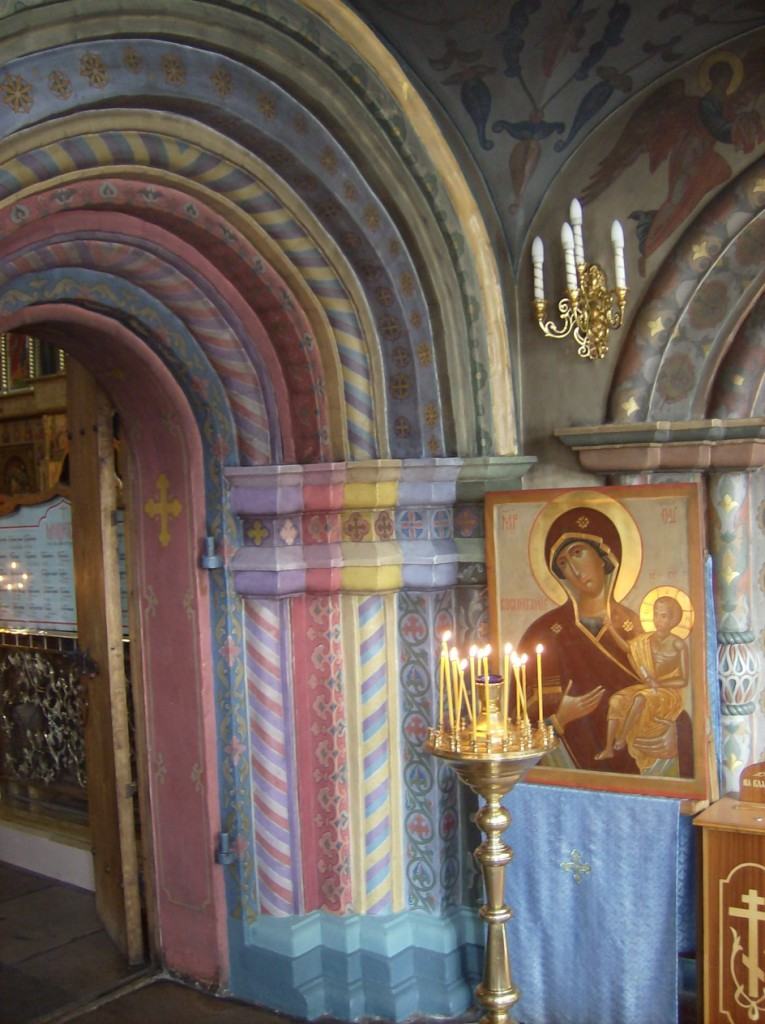
Interiör.
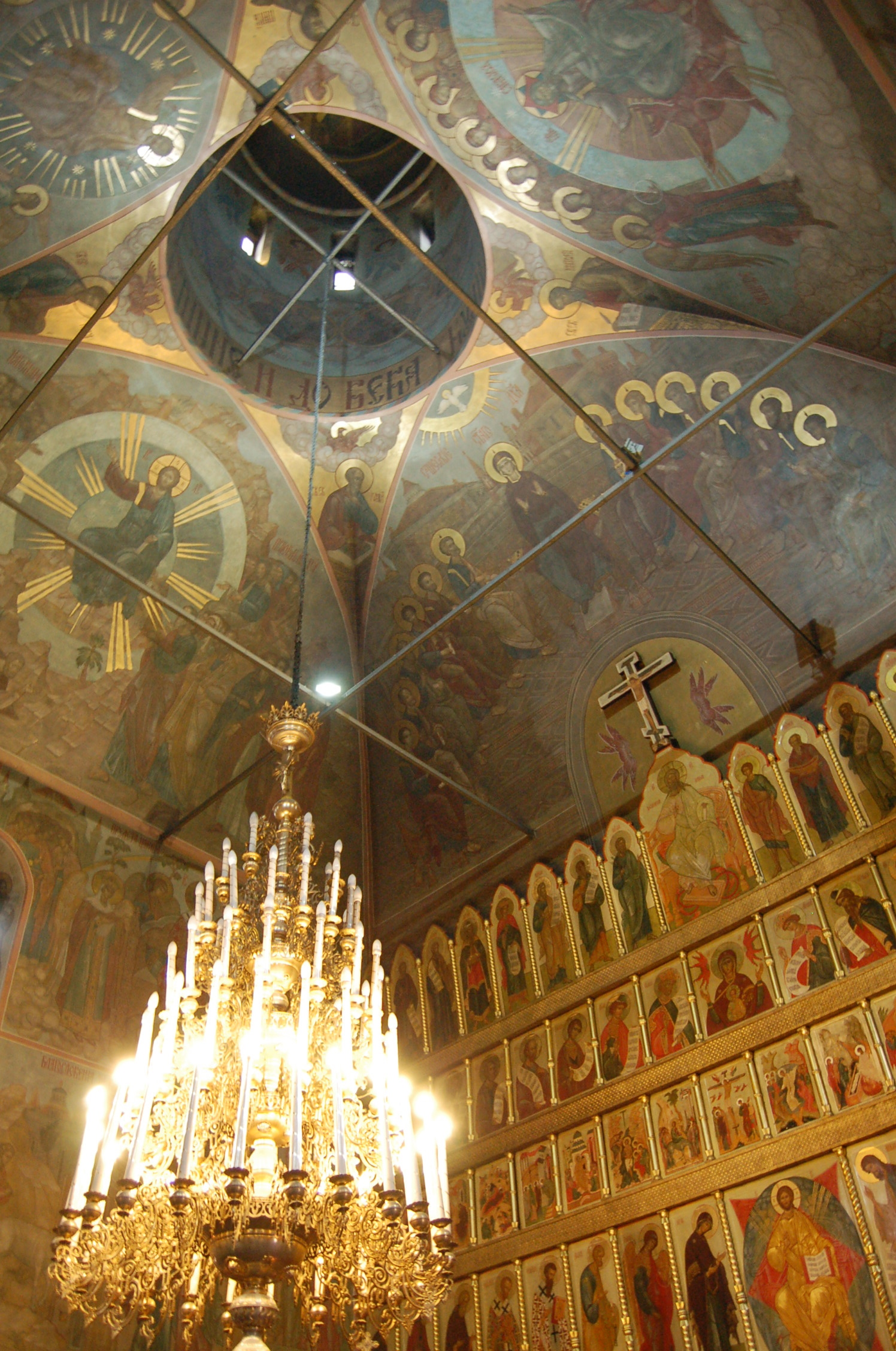
Taket.
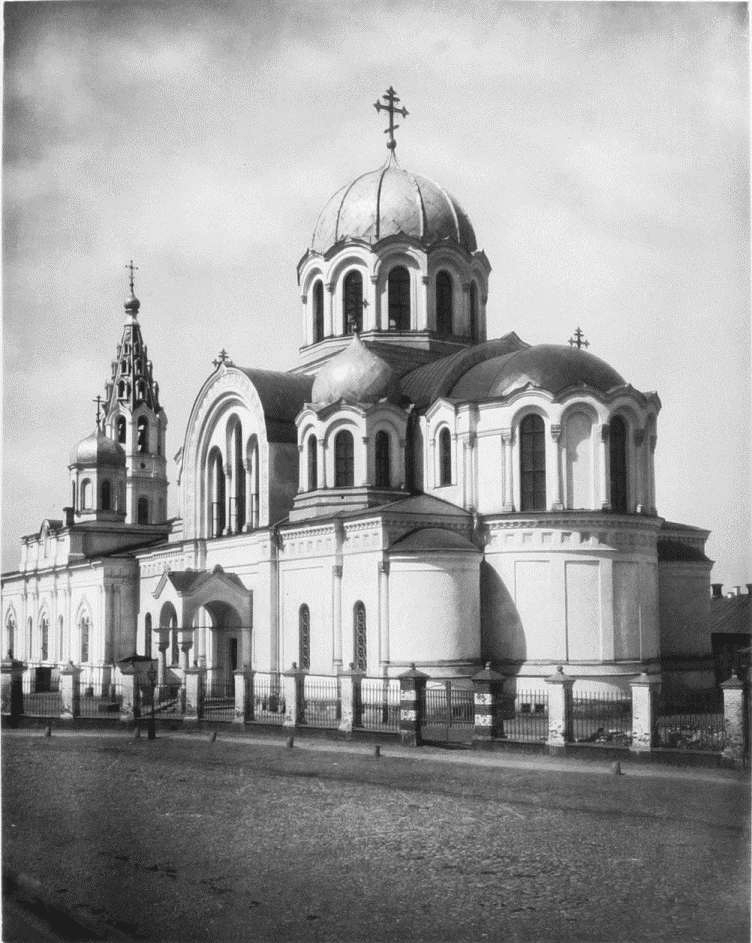
Den ursprungliga Kazan-katedralen på en teckning från 1882.